# Lichtervelde
Lichtervelde è un comune belga di 8 625 abitanti, situato nella provincia fiamminga delle Fiandre Occidentali.